# Gensac (Hautes-Pyrénées)
Gensac település Franciaországban, Hautes-Pyrénées megyében. Lakosainak száma 87 fő (2022. január 1.). Gensac Lafitole, Ansost, Artagnan, Liac, Monfaucon és Vic-en-Bigorre községekkel határos.

## Népesség
A település népességének változása:
| Lakosok száma | 108  | 109  | 106  | 98   | 92   | 90   | 91   | 89   | 87   |
|               | 2013 | 2015 | 2016 | 2017 | 2018 | 2019 | 2020 | 2021 | 2022 |